# Gyantse (arrondissement)

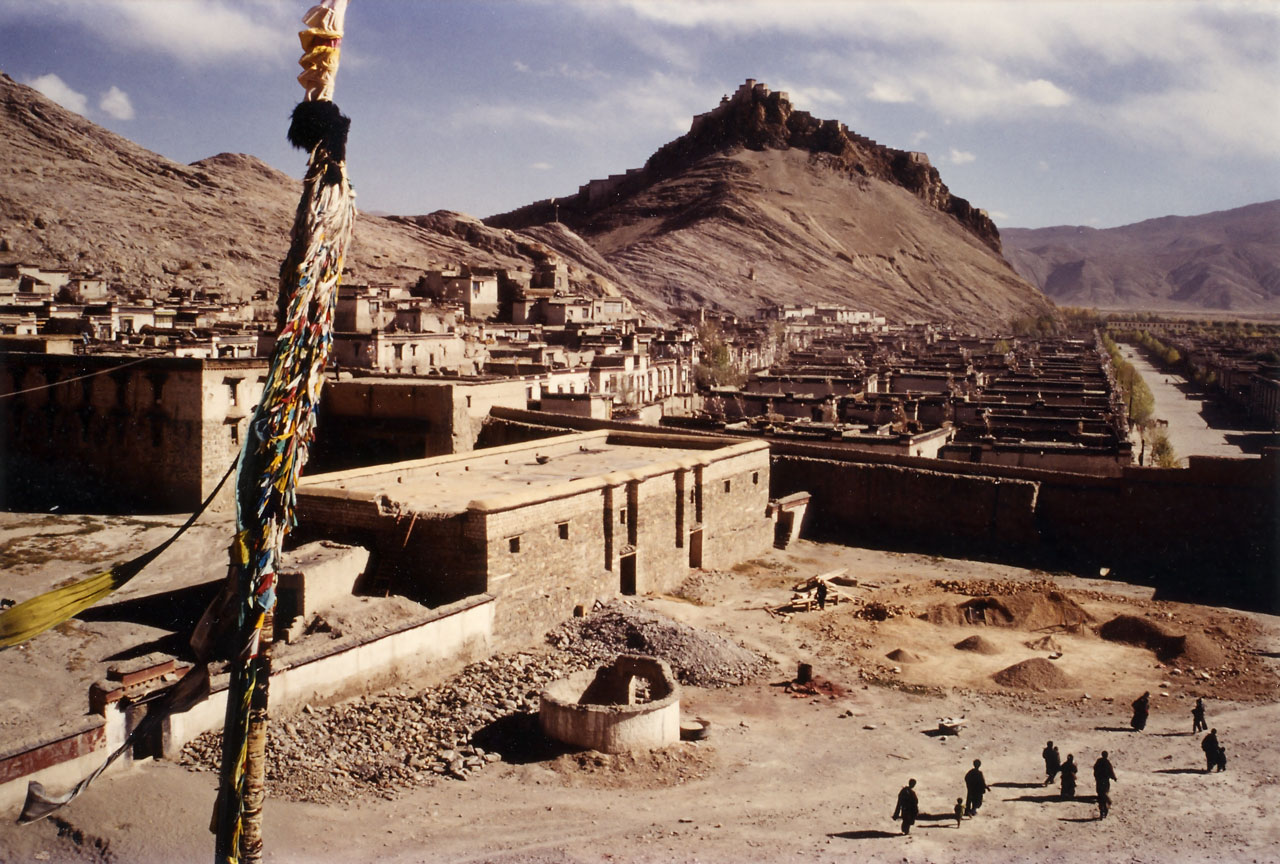
De oude stad van Gyantse (1994)

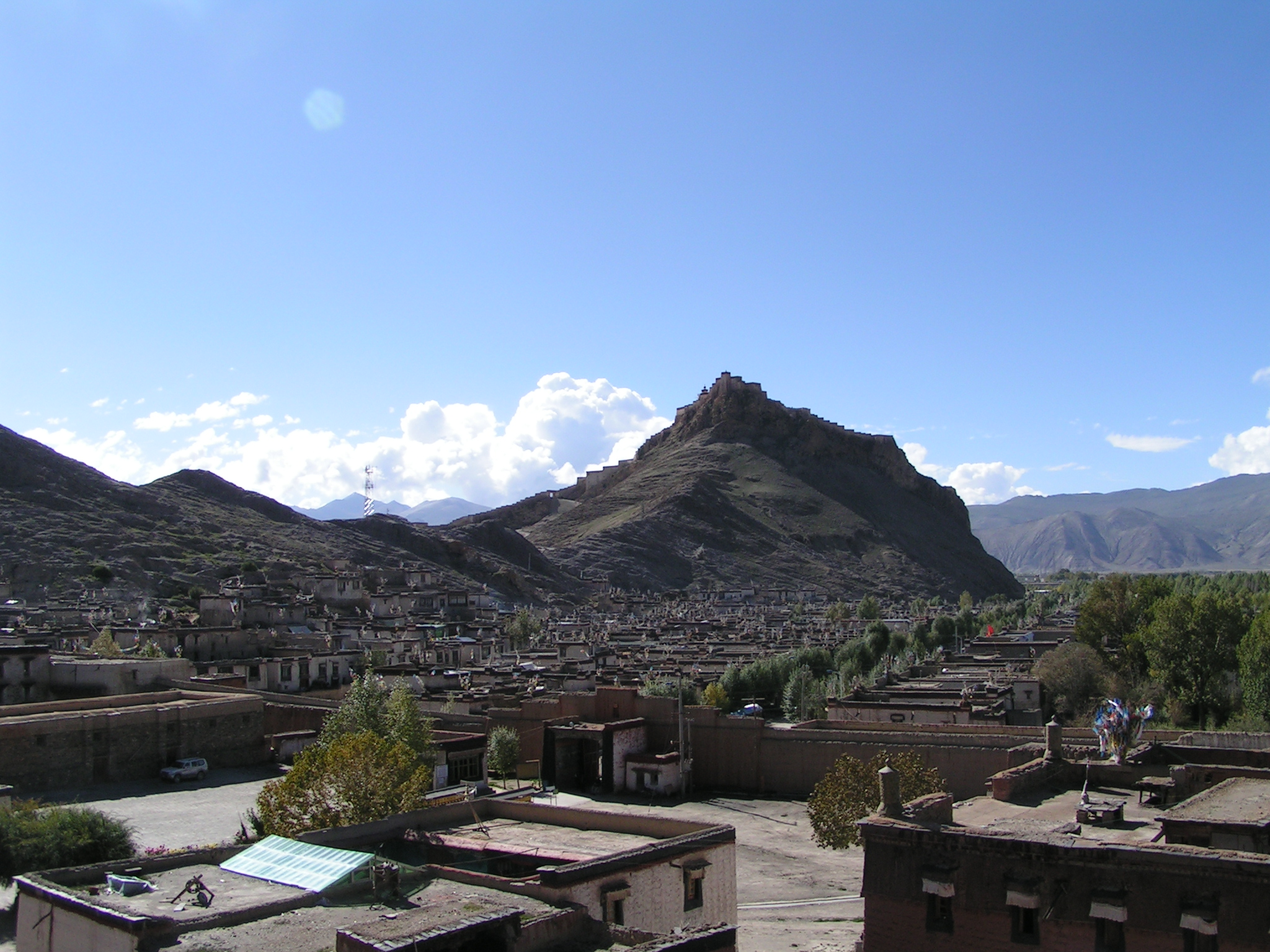
De oude stad van Gyantse (2007)

Gyantse Dzong, Chinees: Gyangzê Xian is een arrondissement in de prefectuur Shigatse in het zuiden van de Tibetaanse Autonome Regio (TAR) in de Volksrepubliek China, met als hoofdstad Gyantse, op Lhasa en Shigatse na de grootste stad van de TAR.
Het arrondissement kende in 2003 rond 60.000 inwoners en heeft een oppervlakte van 3.859 km². Het ligt op een hoogte van 3977 meter aan de autoweg die Kathmandu in Nepal met Lhasa verbindt. Het heeft een oppervlakte van 3800 km². De gemiddelde hoogte is 4100 meter. De gemiddelde jaarlijkse temperatuur is 4,7 °C en jaarlijks valt er gemiddeld 292 mm neerslag.
In het arrondissement worden vooral gerst, gierst, erwten en groente verbouwd. Het is een belangrijk landbouwgebied in Tibet. Gyanste staat verder bekend om de tapijten

## Bestuurlijke indeling van Gyantse
| Naam                      | Wylie       | Chinees  |
| ------------------------- | ----------- | -------- |
| Gemeente Thraring         | khra ring   | 车仁乡   |
| Gemeente Tagtse (Gyantse) | stag rtse   | 达孜乡   |
| Grootgemeente Gyantse     | rgyal rtse  | 江孜镇   |
| Gemeente Kyilkhar         | dkyil mkhar | 金嘎乡   |
| Gemeente Caggye           | lcags sgye  | 加克西乡 |
| Gemeente Cangra           | lcang ra    | 江热乡   |
| Gemeente Khangtsho        | gangs mtsho | 康卓乡   |
| Gemeente Khartö           | mkhar stod  | 卡堆乡   |
| Gemeente Kharme           | mkhar smad  | 卡麦乡   |
| Gemeente Lungmar          | lung dmar   | 龙马乡   |
| Gemeente Naröl            | na rol      | 纳如乡   |
| Gemeente Nyangtö          | myang stod  | 年堆乡   |
| Gemeente Ralung           | ra lung     | 热龙乡   |
| Gemeente Rasog            | ra sog      | 热索乡   |
| Gemeente Rinang           | ri nang     | 日朗乡   |
| Gemeente Rishing          | ri zhing    | 日星乡   |
| Gemeente Tsangkha         | gtsang kha  | 藏改乡   |
| Gemeente Tsechen          | rtse chen   | 紫金乡   |
| Gemeente Drongtse         | 'brong rtse | 重孜乡   |

## Etnische verdeling van de bevolking
Volgens de volkstelling van 2000 waren er 61.431. Etnisch was de bevolking als volgt verdeeld:
| Etniciteit | inwoners | aandeel |
| ---------- | -------- | ------- |
| Tibetanen  | 60.523   | 98,52%  |
| Han        | 752      | 1,22%   |
| Hui        | 88       | 0,14%   |
| Oeigoeren  | 19       | 0,03%   |
| Mongolen   | 17       | 0,03%   |
| Dongxiang  | 10       | 0,02%   |
| Overig     | 22       | 0,04%   |